# Вестник Кривбасса
«Вестник Кривбасса» (рос. «ВЕК. Вестник Кривбасса») — найвпливовіший[джерело?] криворізький громадсько-політичний тижневик. Виходить щосереди російською і українською мовами з 19 грудня 2000 року. Гасло газети: рос. Многое о главном, главное о многом.
Випуск газети було перервано після передчасної смерті головного редактора і натхненника Володимира Гончара у червні 2014 року.

## Власність
Газета заснована ТОВ «Наш ВЕК». Перший редактор — Микола Скиба. Влітку 2002 року у складі ТОВ «Наш ВЕК» відбулися зміни. Відтоді видання редагує Володимир Гончар, який у 2004 році став і одноосібним власником газети (свідоцтво про державну реєстрацію: ДП № 1126, видане 09.02.2004 р.)

## Структура видання
Формат газети А-3, кількість сторінок — 16, усі ч/б. Перші чотири сторінки тижневика віддані під огляд найважливіших громадсько-політичних подій у Кривому Розі та Україні. П'ята сторінка — «Телевестник» (анонси програм, фільмів, інтерв'ю з акторами і телеведучими). З шостої по дванадцяту сторінки включно — програма ефірного і кабельного ТБ. Тринадцята сторінка («Человек») присвячена людським стосункам і редакційній пошті. На чотирнадцятій сторінці розміщуються матеріали про здоров'я. На п'ятнадцятій — реклама і оголошення. Шістнадцята сторінка — афіша вихідного дня, нариси про видатних людей, вихідні данні.

## Аудиторія
Газета позиціює себе як незалежне видання для людей, що мислять. Відповідно газета розрахована на місцевий середній клас та інтелігенцію. У місцевих політичних колах «Вестник Кривбасса» вважається проБЮТівським, оскільки редактор видання Володимир Гончар у 2005 році був обраний депутатом Криворізької міської ради за списками цього блоку (під час Парламентських виборів 2012 року він балотувався від партії "Удар").

## Журналісти
В штаті редакції працювали два журналісти — Наталя Шишка і Олег Павлов. Окрім того, редакція тісно співпрацює з економічним оглядачем Сергієм Капустіним, публіцистами Іваном Найденком, Ольгою Хвостовою та іншими.